# Crepicardus klugii
Crepicardus klugii – gatunek chrząszcza z rodziny sprężykowatych i plemienia Crepidomenini.

## Taksonomia
Gatunek ten opisał w 1836 Laporte (hrabia de Castelnau), nadając mu nazwę Melantho klugii. Opisany w tej samej publikacji takson Melantho costicollis został uznany za synonim.
W rodzaju Crepicardus gatunek ten tworzy wraz z C. cribricollis i C. madagascariensis grupę gatunkową klugii.

## Występowanie
Gatunek jest endemitem Madagaskaru.